# Jean Laurent Regnauld de Bellescize
Jean Laurent Félix Antoine Honoré Lyon Regnauld de Bellescize est un homme politique français né le 8 mars 1773 à Lyon (Rhône) et décédé le 29 août 1840 à Satolas-et-Bonce (Isère).
Émigré sous la Révolution, il rentre en France sous le Consulat et devient commandant de la garde nationale de Vienne sous le Premier Empire. Il est député de l'Isère de 1816 à 1819, siégeant à droite et soutenant les gouvernements de la Restauration.

## Sources
- « Jean Laurent Regnauld de Bellescize », dans Adolphe Robert et Gaston Cougny, Dictionnaire des parlementaires français, Edgar Bourloton, 1889-1891 [détail de l’édition]